# 波爾特山
波爾特山（英語：Porter Hills），是南極洲的山峰，位於維多利亞地的斯科特海岸，以美國海岸警衛隊的水手命名，該山峰現時由南極條約體系管理。